# Reprezentacja Armenii na Mistrzostwach Świata w Narciarstwie Klasycznym 2011
Reprezentacja Armenii na Mistrzostwach Świata w Narciarstwie Klasycznym 2011 liczy 6 sportowców.

## Medale

### Złote medale
Brak

### Srebrne medale
Brak

### Brązowe medale
Brak

## Wyniki

### Biegi narciarskie mężczyzn
Bieg na 15 km
- Sergey Mikaelyan - 56. miejsce
- Tadewos Poghosjan - odpadł w kwalifikacjach
- Shavarsh Gasparyan - odpadł w kwalifikacjach
- Hovhannes Sargsyan - odpadł w kwalifikacjach

Sprint
- Hovhannes Sargsyan - odpadł w kwalifikacjach
- Tadewos Poghosjan - odpadł w kwalifikacjach
- Sergey Mikaelyan - odpadł w kwalifikacjach

### Biegi narciarskie kobiet
Bieg na 10 km
- Syuzanna Varosyan - 64. miejsce
- Valya Varosyan - odpadła w kwalifikacjach

Sprint
- Valya Varosyan - odpadła w kwalifikacjach
- Syuzanna Varosyan - odpadła w kwalifikacjach